# Mezgovci ob Pesnici
Mezgovci ob Pesnici – wieś w Słowenii, w gminie Dornava. W 2018 roku liczyła 473 mieszkańców.